# Генотип-средовая ковариация
Генотип-средовая ковариация (корреляция) представляет собой такое явление неслучайного распределения генотипов по различным средам, которое происходит в соответствии с присущей им наследственной предрасположенностью.

## Общие сведения
Генотип-средовая ковариация входит в состав генотип-средовых эффектов, наряду с такими эффектами, как ассортативность и взаимодействие генотипа и среды.
Генотип-средовая ковариация является выражением степени соответствия окружающей индивидов среды их генетической предрасположенности. К примеру, дети могут унаследовать от родителей как генетически обусловленные предпосылки тех или иных способностей, так и адекватную для развития этих способностей среду.
Генотип-средовая ковариация, как и генотип-средовое взаимодействие, может оказывать влияние на величину оценок наследуемости.
Ковариация между генотипом и средой описывает долю фенотипической дисперсии. Тем не менее, в рамках проведения исследований задача её выделения является крайне сложной. Согласно статистической точке зрения, для того, чтобы получить достоверные данные по генотип-средовой ковариации, необходимо проводить исследования на очень больших выборках.

## Распределение генотип-средовой ковариации в соответствии с активностью субъекта

### Три типа ситуаций генотип-средовой ковариации
Принято выделять три типа ситуаций, приводящих к ковариации между особенностями конкретного генотипа и особенностями среды, в которой находится данный генотип :
1) Пассивная генотип-средовая ковариация имеет место в таких ситуациях, когда дети наследуют от своих родителей не только генотип, но и среду, которая, в свою очередь, коррелирует с присущим им генотипом. Данный тип ситуаций не является возможным для усыновлённых детей и реализуется только в отношении родных детей.
2) Реактивная генотип-средовая ковариация возникает в ситуациях, когда имеют место реакции среды на генетические особенности индивида (носителя генотипа), что порождает корреляцию между ними. В соответствии с данным типом ситуаций построение отношений со стороны окружающих людей происходит с учётом генетически заложенной индивидуальности носителя генотипа. Данный тип ситуаций представляет собой опыт, извлечённый ребёнком из реакций окружающих людей на его генетическую предрасположенность.
3) Активная генотип-средовая ковариация встречается в ситуациях, при которых носитель генотипа выбирает, находит или даже создаёт такую среду, которая оптимально соответствует его генотипу и коррелирует с ним.
Три типа ситуаций генотип-средовой ковариации на примере музыкальных способностей.
При пассивной генотип-средовой ковариации предполагается, что музыкальные способности передаются по наследству от родителей к детям. Родители этих детей с большой долей вероятности обладают музыкальной одарённостью, а это значит, что их дети унаследуют от них как гены, отвечающие за «музыкальную одарённость», так и среду, способствующую развитию музыкальных способностей.
В случае реактивной генотип-средовой ковариации имеют место такие ситуации, в которых дети, обладающие музыкальной одарённостью, проходят отбор (осуществляющийся, например, школой), в ходе которого приобретают особые возможности (например, дальнейшее обучение в специализированной среде, способствующей развитию музыкальных способностей).
Предполагается, что активная генотип-средовая ковариация проявляется в случаях, когда «музыкальная одарённость» детей не заботит окружающих. В таких ситуациях сами дети выступают «конструкторами» своей среды, подбирая соответствующие условия для развития присущих им музыкальных способностей (например, дети могут сами выбирать себе друзей, обладающих музыкальной одарённостью, или заниматься той деятельностью, которая также будет способствовать развитию их музыкальных способностей).

## «Конструкторы» средовых влияний
В случае пассивной генотип-средовой ковариации «конструкторами» средовых влияний являются родители и сибсы носителя генотипа, в случае реактивной — семья носителя генотипа и окружающие его люди. А в случае активной генотип-средовой ковариации такими «конструктрорами» выступают сами носители генотипа.

## Распределение генотип-средовой ковариации в соответствии со знаком
Ковариация между генотипом и средой может быть либо отрицательной, либо положительной. Из этого следует, что каждому из трёх типов ситуаций генотип-средовой ковариации может быть присущ либо отрицательный, либо положительный знак в зависимости от конкретного случая. Реймонд Бернар Кеттел предположил, что отрицательная ковариация между генотипом и средой встречается чаще, чем положительная.
Примеры ситуаций, когда ковариация между генотипом и средой является отрицательной.
Пример отрицательной пассивной ковариации может быть представлен следующим образом: ребёнок, унаследовавший от эмоционально неустойчивых родителей склонность к вспыльчивости и раздражительности, будет воспитываться в неспокойной среде, в частности, он будет наблюдать гневные вспышки родителей. Однако, его родителям, по всей вероятности, не понравится, если их ребёнок будет вести себя агрессивно. Вследствие чего они будут предпринимать определённые меры по предотвращению такого поведения ребёнка.
Примером отрицательной реактивной ковариации может быть ситуация, в которой у ребёнка существуют какие-либо затруднения в освоении того или иного навыка. В таком случае, по всей вероятности, этот ребёнок будет помещён в такую среду, в которой данный навык будет целенаправленно формироваться. В частности, это может быть такая ситуация, когда страдающего дислексией ребёнка обучают в специализированной школе, уделяющей особое внимание изучению языка.
Пример отрицательной активной генотип-средовой ковариации может быть представлен случаем, в котором эмоционально нестабильный человек будет намеренно стремиться к общению с уравновешенными людьми и к пребыванию в спокойной обстановке, руководствуясь идеей привести в баланс своё душевное состояние.